# Secrets (Tiësto e KSHMR)
Secrets è un singolo prodotto dal dj olandese Tiësto e dal dj Indiano con nazionalità statunitense KSHMR con la partecipazione vocale della cantante australiana Vassy pubblicato il 16 marzo 2015 tramite Musical Freedom, l’etichetta discografica dello stesso Tiësto affiliata alla Spinnin' Records.

## Tracce
Download digitale
1. Secrets (Radio Edit) – 3:39
2. Secrets (Extended Mix) – 4:27

Download digitale – Remixes
1. Secrets (Don Diablo Remix) – 4:26
2. Secrets (Don Diablo's VIP Remix) – 4:14
3. Secrets (Diplo Remix) – 3:26
4. Secrets (Instant Party! Remix) – 5:01
5. Secrets (Jonas Aden Remix) – 4:14